# Юрьевка (Акимовский район)
Юрьевка (укр. Юр'ївка) — село,
Владимировский сельский совет,
Акимовский район,
Запорожская область,
Украина.
Код КОАТУУ — 2320380805. Население по переписи 2001 года составляло 159 человек .

## Географическое положение
Село Юрьевка находится на берегу реки Малый Утлюк,
выше по течению на расстоянии в 5 км расположены сёла Александровка и Владимировка,
ниже по течению на расстоянии в 2 км расположено село Малая Терновка.
Рядом проходит автомобильная дорога Т-0820.

## История
Юрьевку основали выходцы из нескольких сёл — Владимировки, Радивоновки. Село, по крайней мере, уже существовало в 1922 году.
В советское время в селе был построен животноводческий комплекс на 500 голов скота, но после получения Украиной независимости он пришёл в запустение.

## Экономика
В селе есть 1 небольшое фермерское хозяйство, чего недостаточно для решения проблемы безработицы. Люди работают на своих участках, держат птицу, коров.

## Объекты социальной сферы
- Фельдшерско-акушерский пункт.[2]